# 18 décembre 1966
Le dimanche 18 décembre 1966 est le 352e jour de l'année 1966.

## Naissances
- Gianluca Pagliuca, footballeur italien
- Hubert Bonneau, général de la Gendarmerie nationale
- Hugues Occansey, joueur français de basket-ball
- Lebohang Morula, joueur de football sud-africain
- Leszek Pisz, joueur de football polonais
- Marcos Antonio Menezes Godoi, joueur de football brésilien
- Mario Frangoulis, chanteur grec
- Mille Petrozza, musicien allemand
- Miroslav Mitrofanov, homme politique letton
- Terry Phelps, joueuse de tennis américaine
- Václav Hrubý, joueur de basket-ball tchèque

## Décès
- Felipe Pascucci (né le 24 juin 1907), joueur de football italien
- Gene Gauntier (née le 17 mai 1885), actrice américaine
- Paul Courrent (né le 6 août 1872), personnalité politique française

## Événements
- Découverte de Épiméthée
- Sortie du film britanno-italo-américain Blow-Up